# NGC 7277
NGC 7277 est une galaxie spirale située dans la constellation du Poisson austral. Sa vitesse par rapport au fond diffus cosmologique est de 3 715 ± 21 km/s, ce qui correspond à une distance de Hubble de 52,80 ± 3,85 Mpc (∼172 millions d'al). NGC 7277 a été découverte par l'astronome britannique John Herschel en 1834.
La classe de luminosité de NGC 7277 est II et elle présente une large raie HI. Elle renferme également des régions d'hydrogène ionisé.

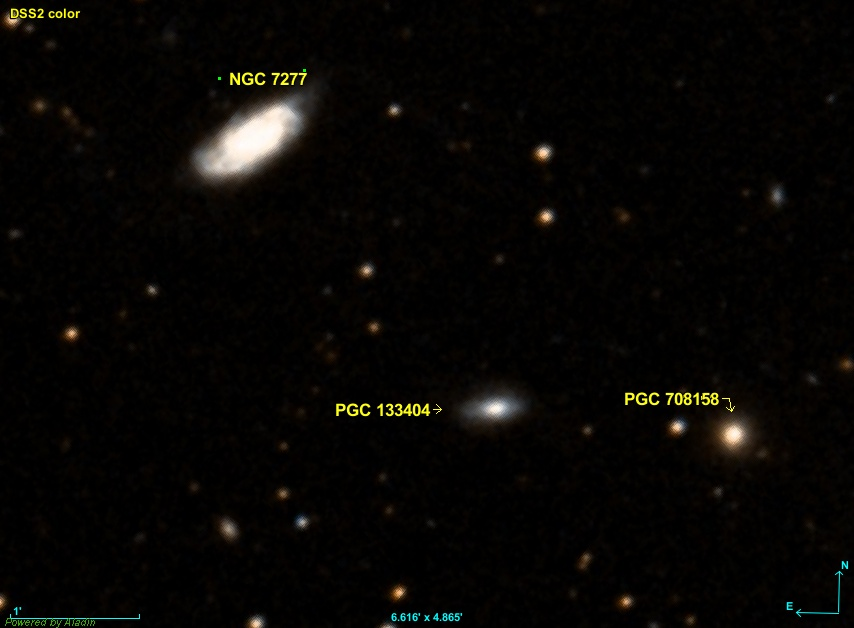
Deux galaxies se trouvent dans la même région du ciel que NGC 7277.

Les galaxies PGC 13340 et PGC 708158 sont dans la même région du ciel que NGC 7277, mais elles sont beaucoup plus éloignées. La distance de Hubble de PGC 13340 est égale à 179,09 ± 12,51 Mpc (∼584 millions d'al) et celle de PGC 708158 (LEDA 708158) est de 259,33 ± 18,16 Mpc (∼846 millions d'al)
À ce jour, trois mesures non basées sur le décalage vers le rouge (redshift) donnent une distance de 54,900 ± 1,572 Mpc (∼179 millions d'al), ce qui est à l'intérieur des valeurs de la distance de Hubble.

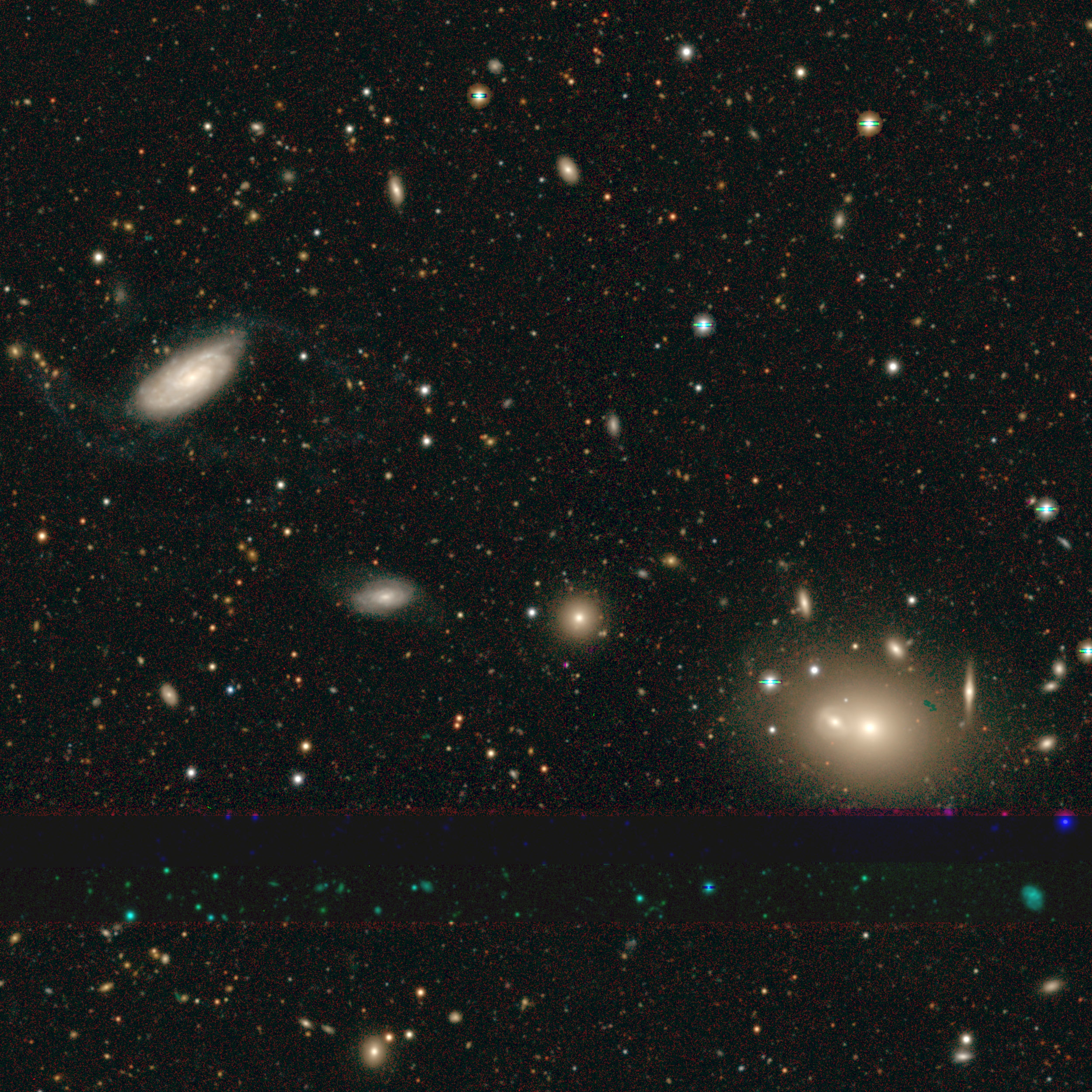
NGC 7277 par le projet « Legacy Surveys DR10 ».